# Österreichische Freiheitsfront
 
L'Österreichische Freiheitsfront - « Front de libération autrichien » était une organisation antifasciste créée sous l'Occupation nazie par des réfugiés communistes autrichiens et allemands en Belgique et en France.

## En Belgique
Ralliée au Front de l'Indépendance, réseau à forte composante communiste au sein de la Résistance intérieure belge, la mission principale de l'Österreichische Freiheitsfront était la publication et la diffusion de tracts en allemand, dont le périodique Die Wahrheit (La Vérité) qui reprenait les informations des radios britannique et polonaise en exil, incitant les soldats allemands à déserter. 
Comme l'explique une membre du réseau, Régine Krochmal (1920-2012), la technique d'approche consistait à demander l'heure en allemand à un soldat, puis à lier conversation avec lui. S'il s'avérait ouvert à la critique envers le régime nazi, un rendez-vous lui était fixé pour lui remettre des tracts. Un tel acte pouvait valoir la peine de mort à celle ou à celui qui se faisait attraper. 
D'après Jakob Zanger, autre rescapé, le tirage hebdomadaire des périodiques, Die Wahrheit, Österreichische Freiheitsfront, et à partir de 1943 Freies Österreich atteignait les 12 000 exemplaires, dont 9 000 étaient diffusés en province. Des exemplaires étaient laissés dans les aéroports, dans les cinémas et dans d'autres endroits fréquentés par les soldats allemands, afin d'assurer une diffusion maximale. Le journal du Parti communiste d'Autriche, Rote Fahne (Drapeau rouge), était imprimé clandestinement en Belgique sur du papier à cigarettes et acheminé vers l'Autriche.
Parmi les membres de cette organisation figurait Jean Améry (pseudonyme d'Hans Mayer, 1912-1978), écrivain autrichien catholique d'origine juive. Il fut arrêté en 1943 et déporté à Auschwitz-Monowitz.
Fin 1943, début 1944, une compagnie de partisans autrichiens fut créée, au sein de laquelle Erich Ungar, enseignant en physique-chimie, fabriquait les bombes et explosifs. Les armes et les munitions étaient obtenues en attaquant des soldats allemands, car les Britanniques, selon Jakob Zanger, ne donnaient des armes qu'aux partisans « blancs », qui ne combattaient pourtant pas en réalité, et non aux « rouges » (communistes).
En 1944, l'Österreichische Freiheitsfront comptait 750 membres, et le président de son comité exécutif était Karl Przibram (né le 21 décembre 1878 à Vienne, décédé à Vienne le 10 août 1973), qui était arrivé en Belgique avec sa femme début 1939 dans l'intention d'émigrer en Angleterre, mais qui y avait été bloqué par l'invasion allemande en mai 1940. À la Libération, le prestige de Przibram était tel qu'il fit office de chargé d'affaires pour les citoyens autrichiens en attendant le rétablissement des instances consulaires et diplomatiques.
Irma Schwager, militante antifasciste autrichienne de France, écrit de son côté qu'elle a rejoint la Belgique après la libération de Paris pour y aider les antifascistes autrichiens à mettre sur pied l'Österreichische Freiheitsfront, dont la direction aurait été constituée de membres de diverses obédiences, sociaux-démocrates, communistes, monarchistes et non politiques.
Après la Libération de la Belgique, une partie des résistants autrichiens rejoignirent leurs camarades qui s'étaient battus en France et ceux qui s'étaient réfugiés en Suisse pour former un bataillon de partisans autrichiens en Yougoslavie, sous la direction de Max Bair. Quatre autres bataillons de partisans s'y ajoutèrent ensuite, recrutés parmi les prisonniers de guerre et le bataillon disciplinaire 999, sous la direction de Fürnberg et Honner.

## Sources
1. ↑  voir à propos de la dénomination officielle en français : Félix Kreissler, La prise de conscience de la nation autrichienne, 1938-1945-1978, vol. 2,  (ISBN 2-13-036627-9) &  (ISBN 978-2-13-036627-0) p. 380
2. ↑  
Géraldine Kamps, « Régine Krochmal s'est envolée », Site du Centre communautaire laïc juif, 18 mai 2012
3. ↑  (de) Régine Krochmal, Widerstandskämpferin und Überlebende des 20. Deportationszuges
4. 1 2 3  (de) Jakob Zanger, Statement auf dem Symposium der Alfred Klahr Gesellschaft „50 Jahre Zweite Republik“, 8. Mai 1995; Alfred Klahr Gesellschaft, Verein zur Erforschung der Geschichte der Arbeiterbewegung
5. ↑  (de) Friedrich Stadler, Vertriebene Vernunft: Emigration und Exil österreichischer Wissenschaft, 1930-1940, publication du Ludwig Boltzmann-Institut für Geschichte der Gesellschaftswissenschaften, Austria Institut für Wissenschaft und Kunst (Wien), éditeur LIT Verlag Berlin-Hamburg-Münster, 2004, p. 716  (ISBN 978-3-8258-7373-8)
6. ↑  (de) Irma Schwager, „Mädelarbeit“ in Frankreich: Im Kampf um Österreichs Freiheit, Alfred Klahr Gesellschaft, Verein zur Erforschung der Geschichte der Arbeiterbewegung